# Avon (Nueva York)
Avon es un pueblo ubicado en el condado de Livingston en el estado estadounidense de Nueva York. En el año 2000 tenía una población de 6443 habitantes y una densidad poblacional de 60 personas por km².

## Geografía
Avon se encuentra ubicado en las coordenadas 42°54′43″N 75°44′46″O / 42.91194, -75.74611.

## Demografía
Según la Oficina del Censo en 2000 los ingresos medios por hogar en la localidad eran de $ 43 971 y los ingresos medios por familia eran $54 315. Los hombres tenían unos ingresos medios de $40 654 frente a los $25 559 para las mujeres. La renta per cápita para la localidad era de $22 379. Alrededor del 6.7% de la población estaban por debajo del umbral de pobreza.